# مارتين فرنانديز دي إنسيسكو
مارتين فرنانديز دي إنسيسكو (بالإسبانية: Martín Fernández de Enciso)‏ (و. 1469 – 1533 م) هو مستكشف، ورسام الخرائط إسباني، ولد في إشبيلية، توفي في إشبيلية، عن عمر يناهز 64 عاماً.